# Wieblitz-Eversdorf
Wieblitz-Eversdorf là một đô thị thuộc huyện Altmarkkreis Salzwedel, bang Saxony-Anhalt, Đức.